# Obispo del Reich

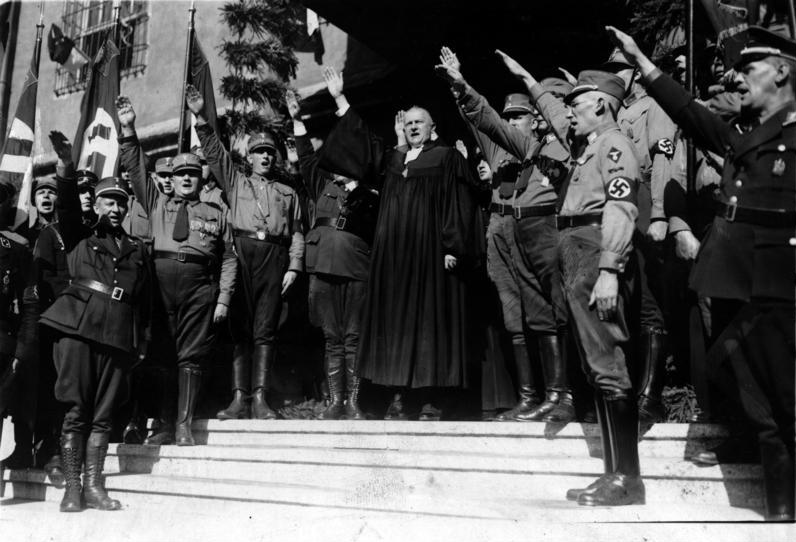
Müller antes de su elección en Wittenberg.

El Obispo del Reich (en alemán; Reichsbischof) fue después de la constitución de la iglesia desde el 11 de julio de 1933, el órgano más alto de la Iglesia evangélica alemana. Como corporación pública, reemplazó a la Federación Alemana de Iglesias Evangélicas. El oficio de Obispo del Reich solo existió en la iglesia protestante durante la época del nacionalsocialismo. 
Friedrich von Bodelschwingh, el Joven fue designado 'Obispo del Reich' hasta el 24 de junio de 1933; Sin embargo, no asumió el cargo debido a las disputas políticas de la iglesia después de las elecciones del Reichstag en marzo de 1933. 
El nacionalsocialismo tenía seguidores particularmente grandes en Prusia Oriental. Adolf Hitler, por ejemplo, inmediatamente después de su nombramiento como canciller el 30 de enero de 1933, trajo a dos oficiales militares de Königsberg a Berlín, el comandante militar Werner von Blomberg como ministro del Reichswehr y su jefe de gabinete Walter von Reichenau como Ministro de Defensa. Ludwig Müller, el párroco en el distrito militar I, Hitler hizo el 25 de abril de 1933 su representante de confianza y autorizado para las preguntas de la Iglesia evangélica. En Wittenberg, el sínodo nacional evangélico de los cristianos alemanes eligió a Müller el 27 de septiembre de 1933 por unanimidad en la recién creada Oficina del Obispo del Reich, que solo se hundió con el Estado en mayo de 1945. 